# Municipio de Big Creek (condado de Sharp)
El municipio de Big Creek (en inglés: Big Creek Township) es un municipio ubicado en el condado de Sharp en el estado estadounidense de Arkansas. En el año 2010 tenía una población de 407 habitantes y una densidad poblacional de 5,08 personas por km².

## Geografía
El municipio de Big Creek se encuentra ubicado en las coordenadas 36°1′3″N 91°24′34″O / 36.01750, -91.40944. Según la Oficina del Censo de los Estados Unidos, el municipio tiene una superficie total de 80.07 km², de la cual 79,98 km² corresponden a tierra firme y (0,11 %) 0,09 km² es agua.

## Demografía
Según el censo de 2010, había 407 personas residiendo en el municipio de Big Creek. La densidad de población era de 5,08 hab./km². De los 407 habitantes, el municipio de Big Creek estaba compuesto por el 97,05 % blancos, el 0,25 % eran amerindios, el 0,49 % eran asiáticos, el 0,25 % eran de otras razas y el 1,97 % eran de una mezcla de razas. Del total de la población el 0,74 % eran hispanos o latinos de cualquier raza.